# Gerukoppa, Sorab
Gerukoppa là một làng thuộc tehsil Sorab, huyện Shimoga, bang Karnataka, Ấn Độ.